# Chironomus albipes
Chironomus albipes är en tvåvingeart som först beskrevs av Miegen 1830.  Chironomus albipes ingår i släktet Chironomus och familjen fjädermyggor. Inga underarter finns listade i Catalogue of Life.